# Ramón Lentini
Ramón Lentini (Posadas, 21 ottobre 1988) è un calciatore argentino, attaccante dell'Argentino (MM).